# Simone Manuel
Simone Manuel, född 2 augusti 1996, är en amerikansk simmare. Hon har även vunnit flera medaljer i lagkapp under världsmästerskapen i simsport.

## Karriär
Vid de olympiska simtävlingarna i Rio de Janeiro 2016 vann Manuel guld på 100 meter frisim. Hon blev därmed den första afroamerikan som vunnit ett individuellt olympiskt guld i simning. Vid samma mästerskap vann hon ytterligare ett guld och två silver.
I juli 2021 vid OS i Tokyo var Manuel en del av USA:s kapplag tillsammans med Erika Brown, Abbey Weitzeil och Natalie Hinds som tog brons på 4×100 meter frisim. Hon slutade även på 11:e plats på 50 meter frisim efter att ha blivit utslagen i semifinalen.